# كلية الهندسة (الجامعة الأردنية)
كلية الهندسة في الجامعة الأردنية هي كلية علمية تابعة للجامعة الأردنية في عمّان، الأردن. تُعد الكلية أكبر كلية في الجامعة، وتقع على أعلى قمة فيها.
تأسست كلية الهندسة عام 1975، وتضم الكلية عدداً من الأقسام يبلغ مجموعها ثمانية أقسام، وهم: قسم الهندسة المدنية، وقسم هندسة الحاسوب، وقسم الهندسة الكهربائية، وقسم الهندسة المعمارية، وقسم الهندسة الكيميائية، وقسم الهندسة الميكانيكية، وقسم الهندسة الصناعية، وقسم الميكاترونكس.

## التاريخ

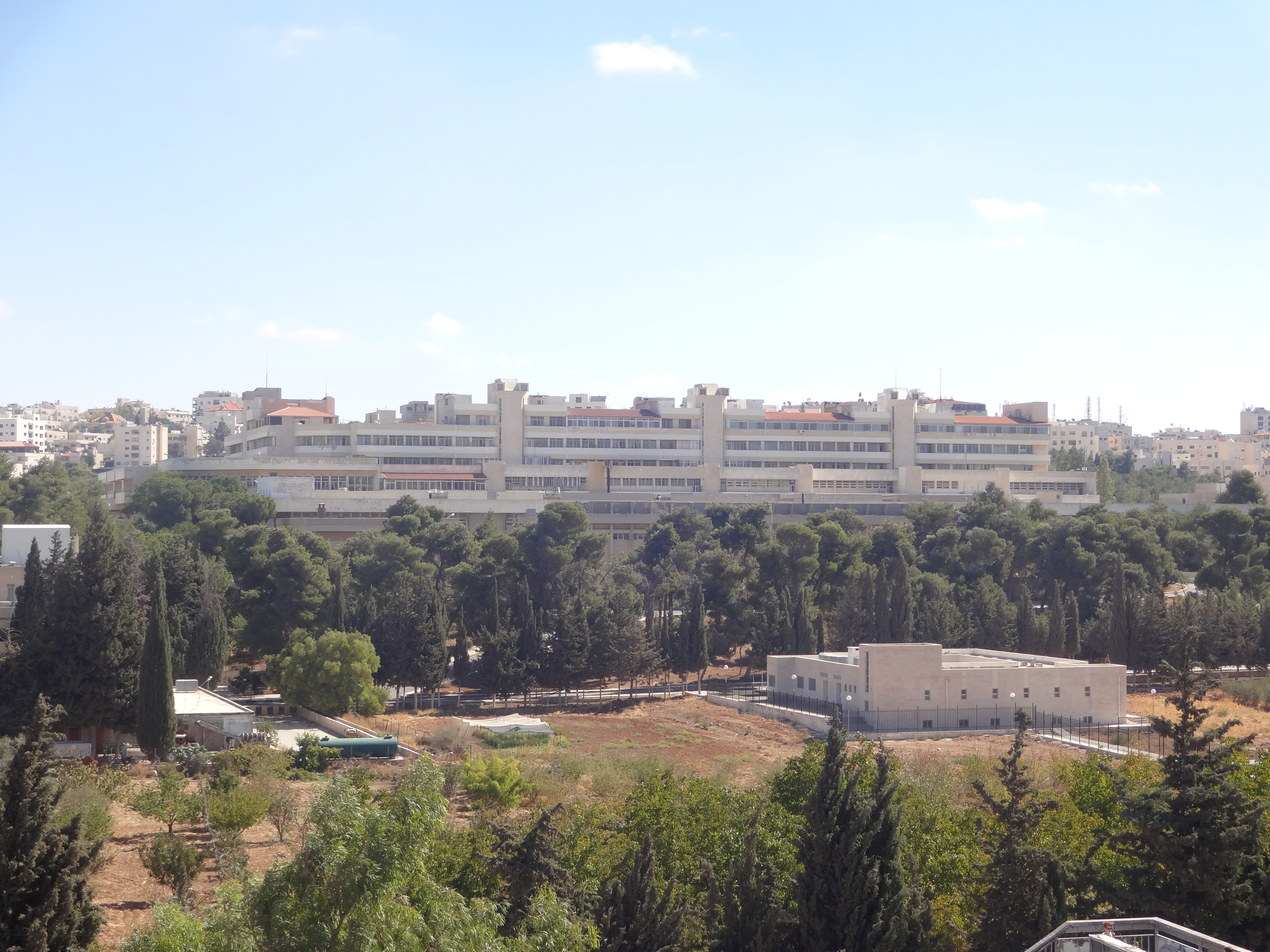
صورة لمبنى الكلية من شارع الجامعة.

### تأسيس الكلية
تم تأسيس الكلية عام 1975، وخلال العام الافتتاحي، احتلت الكلية مساحة محدودة من مبنى قسم الجيولوجيا في كلية العلوم، ثم تم بناء مبنى مخصص لها فيما بعد، ويغطي الآن مبنى الكلية مساحة إجمالية تزيد عن 40 ألف متر مربع، لتصبح من أكبر الكليات في الجامعة الأردنية. تحتوي الكلية على مكتب تدريب طلابي ووحدة ارتباط مع الصناعة، بالإضافة إلى مركز للطاقة، ومختبرات أبحاث لمركز الملك عبد الله الثاني للتصميم والتطوير، ومجلس شراكة مع الصناعة.

### عمداء الكلية
هذه قائمة بعمداء الكلية منذ تأسيسها:
| #  | اسم العميد                 | سنة استلام المنصب | سنة الانتهاء من المنصب |
| -- | -------------------------- | ----------------- | ---------------------- |
| 1  | بسام أبو غزالة             | 1976              | 1989                   |
| 2  | عصام زعبلاوي               | 1989              | 1993                   |
| 3  | محمد كامل عبد العزيز       | 1993              | 1995                   |
| 4  | خالد طوقان                 | 1995              | 1997                   |
| 5  | محمد حمدان                 | 1997              | 2001                   |
| 6  | نصري الربضي                | 2001              | 2003                   |
| 7  | محمود حماد (الفترة الأولى) | 2003              | 2005                   |
| 8  | ضيف الله الدلابيح          | 2005              | 2007                   |
| 9  | رائد السمرة                | 2007              | 2009                   |
| 10 | مجدي توفيق                 | 2009              | 2011                   |
| 11 | سميح قاقيش                 | 2011              | 2013                   |
| 12 | محمود حماد (الفترة اثانية) | 2013              | 2014                   |
| 13 | نزال العرموطي              | 2014              | 2016                   |
| 14 | غالب عباسي                 | 2016              | 2018                   |
| 15 | علي أبو غنيمة              | 2018              | لغاية الآن             |

## الموقع والمرافق

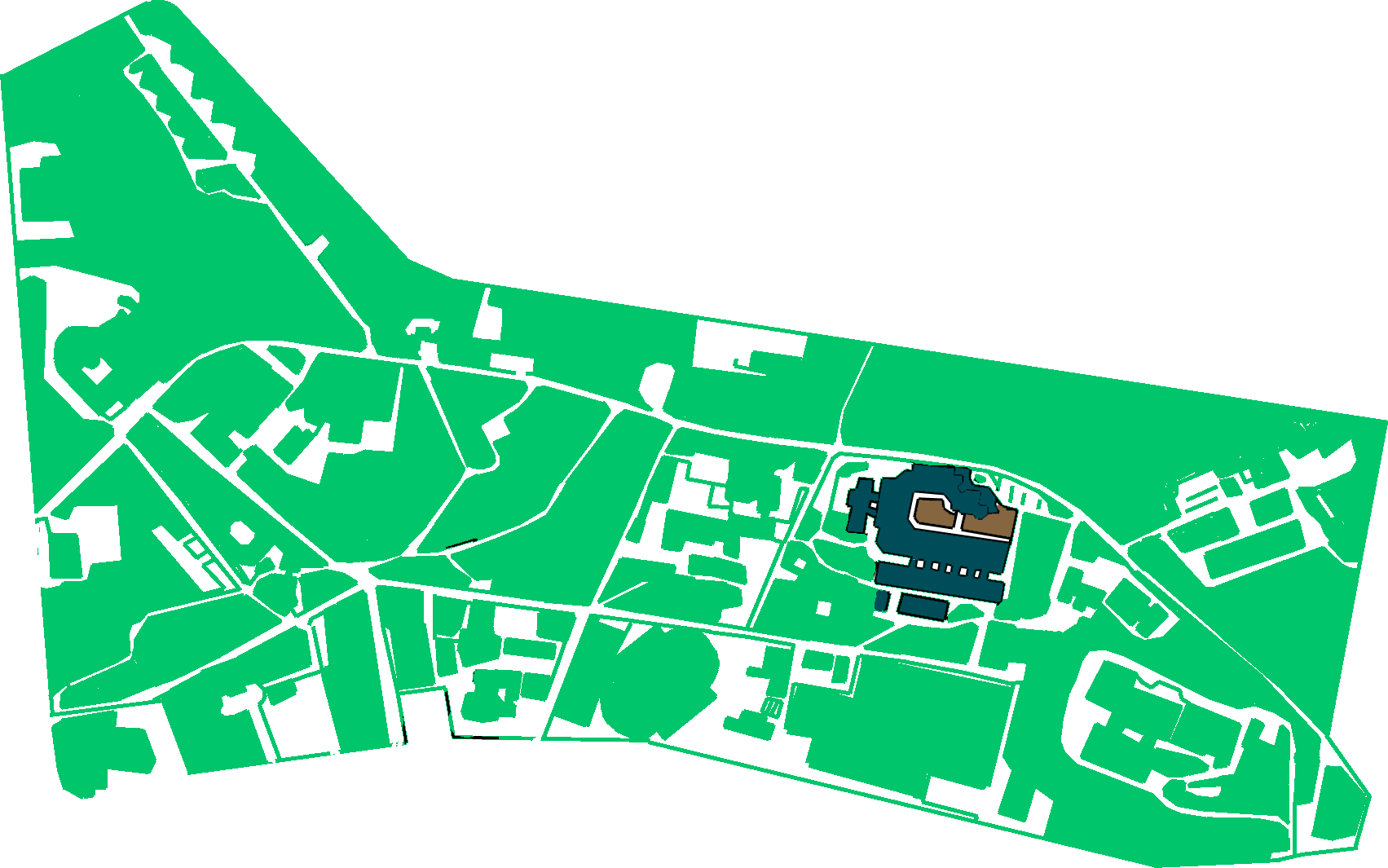
موقع كلية الهندسة في خارطة الجامعة.

تقع الكلية في الجزء الجنوبي من الجامعة، في أعلى قمة بالجامعة حيث تطل على الجامعة بأكملها. يحدها من الشمال كلية العلوم، ومن الغرب وحدة القبول والتسجيل وكلية الزراعة، ومن الجنوب كلية الصيدلة، ومن الشرق منطقة أشجار الجامعة.
تم تصميم مبنى الكلية على شكل حرف (J)، يحتوي المبنى على الأقسام الأكاديمية وقاعات تدريس، كما تم تخصيص مبنى منفصل موازٍ لمبنى الكلية لاستضافة المعامل الهندسية للأقسام المختلفة والتي يزيد عددها على 60 مختبراً. يوجد في الكلية ثلاث قاعات مجهزة بمعدات سمعية وبصرية، بسعة إجمالية تبلغ حوالي خمسمائة شخص.

### الصيانة والورش العامة
يعمل في القسم كوادر فنية لتدريب الطلاب ضمن موضوع الورشة الهندسية، كما يضم قسم الصيانة مجموعة من الفنيين المهرة الذين يقومون بجميع أعمال الصيانة بالكلية ويقومون بتنفيذ الإضافات الإنشائية والكهربائية والتدفئة والتمديدات.

### مكتبة الكلية
تضم الكلية في مبناها مكتبة تدعم بها مكتبة الجامعة، إذ تحتوي مكتبة الكلية على أكثر من 5000 كتاب هندسي وعدد من الدوريات.

## الأقسام الأكاديمية

### قسم الهندسة المدنية
أُسّس قسم الهندسة المدنية عام 1976، يمنح القسم درجة البكالوريوس في الهندسة المدنية ودرجة الماجستير بمساريه الرسالة والشامل والذي يضم أربعة فروع: «إنشاءات، مياه وبيئة، طرق ومرور، إدارة مشاريع».

### قسم هندسة الحاسوب
أُسّس قسم هندسة الحاسوب عام 1999، يمنح القسم درجة البكالوريوس في هندسة الحاسوب وبرنامج واحد يمنح درجة الماجستير في هندسة الحاسوب والشبكات.

### قسم الهندسة الكهربائية
أُسّس قسم الهندسة الكهربائية عام 1977، يمنح القسم درجة البكالوريوس في الهندسة الكهربائية وبدأ برنامج الماجستير في الاتصالات في خريف عام 1982. نُظّم برنامج البكالوريوس بحيث يُتاح للطالب التعمق في التخصص خلال السنة الخامسة، فيها يختار الطالب من ضمن العديد من الخيارات في الاتصالات والالكترونيات وأنظمة الطاقة، والتحكم.

### قسم الهندسة المعمارية
أُسّس قسم هندسة العمارة عام 1974، يمنح القسم درجتي البكالوريوس والماجستير في الهندسة المعمارية.

### قسم الهندسة الكيميائية
أُسّس قسم الهندسة الكيميائية عام 1978، يمنح القسم درجة البكالوريوس في الهندسة الكيميائية وقام لاحقًا بإطلاق برنامج الماجستير عام 1986.

### قسم الهندسة الميكانيكية
أُسّس قسم الهندسة الميكانيكية عام 1978. يمنح القسم درجة البكالوريوس في الهندسة الميكانيكية، وماجستير الهندسة الميكانيكية،  والماجستير في الطاقة المتجددة.

### قسم الهندسة الصناعية
أُسّس قسم الهندسة الصناعية عام 1986، يمنح القسم درجة البكالوريوس في الهندسة الصناعية ودرجة الماجستير في الإدارة الهندسية الصناعية ودرجة الماجستير في هندسة الصيانة و ادارة الجودة كما ويتضمن برنامج الماجستير في التصميم والتصنيع.

### قسم الميكاترونكس
أُسّس قسم هندسة الميكاترونكس عام 2006 بعد أن كان برنامجا موطناً في قسم الهندسة الكهربائية في الكلية. يمنح القسم درجة البكالوريوس في هندسة الميكاترونكس.